# (11805) Novakovič
(11805) Novakovič est un astéroïde de la ceinture principale.

## Description
(11805) Novakovič est un astéroïde de la ceinture principale. Il fut découvert le 1er mars 1981 à l'Observatoire de Siding Spring par Schelte J. Bus. Il présente une orbite caractérisée par un demi-grand axe de 3,03 UA, une excentricité de 0,12 et une inclinaison de 9,5° par rapport à l'écliptique.